# Mike Rosario
Michael Rosario, detto Mike (Jersey City, 2 novembre 1990), è un cestista statunitense con cittadinanza portoricana.

## Carriera
Con Porto Rico ha disputato i Campionati americani del 2017.